# Idiarthron atrispinum
Idiarthron atrispinum är en insektsart som först beskrevs av Carl Stål 1874.  Idiarthron atrispinum ingår i släktet Idiarthron och familjen vårtbitare. Inga underarter finns listade i Catalogue of Life.